# Apamea albertae
Apamea albertae är en fjärilsart som beskrevs av Embrik Strand 1921. Apamea albertae ingår i släktet Apamea och familjen nattflyn. Inga underarter finns listade i Catalogue of Life.